# Porażenie opuszkowe
Porażenie opuszkowe lub zespół opuszkowy (łac. syndroma bulbare, ang. bulbar palsy) – neurologiczny zespół chorobowy występujący w przypadku uszkodzenia jąder nerwów czaszkowych znajdujących się w rdzeniu przedłużonym. Dotyczy to nerwów: IX, X, XI i XII na ich drodze do jąder śródmózgowia, czyli jest to uszkodzenie dolnego neuronu ruchowego.
Objawami zespołu opuszkowego są zaburzenia połykania (dysfagia) oraz dyzartria wiotka i niedowład podniebienia. Mowa jest niewyraźna i zamazana, zniekształcone są głoski wargowe i językowe. Dochodzi do zaników mięśni języka, mogą być obecne fascykulacje. Porażenie opuszkowe pojawia się najczęściej w:
- stwardnieniu zanikowym bocznym
- jamistości opuszki
- chorobach naczyniowych mózgu
- zespole Guillaina-Barrégo
- wieloogniskowym uszkodzeniu dolnych nerwów czaszkowych w okolicy otworu szyjnego (nowotwory pnia mózgu, rak nosogardła, guz kłębka szyjnego)
- zapaleniu rogów przednich rdzenia (obecnie rzadko).